# Калініна Ангеліна Сергіївна
Ангеліна Калініна ( 7 лютого 1997) — українська тенісистка, фіналістка Вімблдонського турніру 2013 серед юніорів у парному розряді, чемпіонка Відкритого чемпіонату Австралії 2014 серед юніорок у парному розряді та фіналістка Відкритого чемпіонату США з тенісу 2014 в одиночному розряді.
На II Літніх юнацьких Олімпійських Іграх Ангеліна у парі з білорускою Іриною Шиманович завоювала золоту медаль у парному тенісному турнірі. У фіналі українсько-білоруський дует переграв російську пару Касаткіна/Комардіна — 6:4, 6:4. В одиночному розряді Калініна у матчі за «бронзу» поступилася литовці Аквілі Паразінскайте — 3:6, 5:7, опинившись на четвертому місці.
12 і 19 квітня 2015 року Калініна виграла поспіль два одиночні турніри серії ITF у США (Джексон і Пелхем).
На Відкритому чемпіонаті США 2018 Калініна вперше пробилася до основної сітки турніру Великого шолома й отримала першу перемогу.
В травні 2021 року Калініна перемогла у турнірі ITF у Загребі, здолавши росіянку Каміллу Рахімову.
27 лютого 2023 року Калініна увійшла у  ТОП-30 тенісисток, посівши 29 сходинку.